# Porlamar
Pour les articles homonymes, voir Porlamar (homonymie).
Porlamar est une ville de l'État de Nueva Esparta, au Venezuela, et le chef-lieu de la municipalité de Mariño. Elle est située au sud-est de l'île de Margarita. Avec une population de 87 120 habitants en 2005, elle est la principale ville de l'État de Nueva Esparta.

## Géographie
La ville de Porlamar se trouve sur le littoral sud-est de l'île de Margarita. Son port est constitué par la vaste baie de Guaraguao ; il est protégé des vents du nord-est par le cap El Morro. Le río El Valle traverse la localité et n'amène que de fort maigres eaux durant la plus grande partie de l'année. La température moyenne de la ville est de 27 °C, avec des extrêmes allant de 18,5 à 37 °C. Les précipitations moyennes annuelles sont de 512 mm.

### Transports

#### Transports routiers
Porlamar est le nœud principal du service de bus de l'île.

#### Transports maritimes
La ville de Porlamar est reliée par petites bateaux à l'île de Coche et à Chacopata sur la péninsule continentale d'Araya dans l'État de Sucre et par ferry à Punta de Piedras (à 30 km) vers Puerto La Cruz, Cumaná, et La Guaira.

#### Transports aériens
L'aéroport international Del Caribe Santiago Mariño est situé à 15 kilomètres.

## Relations internationales

### Jumelage
La ville de Porlamar est jumelée avec:
- Fort Lauderdale (Floride), États-Unis

## Population
| 1941  | 1950   | 1971   | 1981   | 1990   | 2001   | 2009   |
| ----- | ------ | ------ | ------ | ------ | ------ | ------ |
| 6 426 | 14 769 | 31 985 | 51 079 | 62 732 | 84 534 | 99 400 |